# Pierre Clastres
Pierre Clastres, född 17 maj 1934 i Paris, död 29 juli 1977 i Gabriac, var en fransk antropolog och etnograf. Han var mest känd för sitt fältarbete bland Guayaki-folket i Paraguay och för sin teori om statslösa samhällen.

## Verksamhet

### Politisk antropologi
Clastres arbete kan placeras inom vad som kan kallas politisk antropologi. Detta ämnesområde uppstod som en reaktion på föreställningen om att samhällen utan stat saknade politiska resurser, som vore de blott ett tomrum som kunde fyllas av staten. Clastres och andra politiska antropologer försöker påvisa hur ett samhälle utan stat kan ha en egen politisk kultur och metoder att behandla makt. Clastres bryter med tidigare konventionell politisk antropologi genom att vägra att ta för given föreställningen om en nödvändig utveckling fram emot en stat (s.k. evolutionism). För Clastres är uppkomsten av staten inte ett framsteg utan en förlust av vissa politiska mekanismer som tidigare förmått att konstant avvärja staten.

### Samhället mot staten
I sitt mest berömda verk La Société contre l'État (1974: Samhället mot staten) kritiserar Clastres föreställningen om att staten skulle vara det slutliga ödet för alla samhällen.
Enligt Clastres har varje samhälle ett medfött medvetande om makt, och människors naturtillstånd är snarare en vilja att behålla autonomi genom att organisera sina samhällen med en lång räcka ritualer som aktivt undviker, avsvärjer och vägrar uppkomsten av en despotisk makt. Den despotiska makten är den punkt där ett hittills sammanhållet samhälle uppdelas i dominerande och dominerade. Staten ses således som en specifik konstellation av hierarkisk makt, något som utmärker de samhällen som inte förmått att upprätthålla dessa avvärjande mekanismer.

#### Maktlösa hövdingar
Hos Guyaki-folket har hövdingen bara en representativ roll som stammens talesperson gentemot andra stammar (”internationella relationer”). Internt har hövdingen bara en till utseendet förment form av makt och blir faktiskt konsekvent undergrävd och gjord maktlös av stammen. Om han missbrukar sin makt, d.v.s. ”brukar makt”, kan hans folk avsätta honom med våld, kanske förvisa honom eller t o m slå ihjäl honom. Hans roll som ”talesperson” tillåts aldrig att själv avsöndra sig till en separat myndighet.

#### Statens uppkomst
Det grundläggande spörsmål som Clastres försökte besvara var: varför skulle ett egalitärt samhälle välja att låta sig underkastas en extern myndighet? Han ansåg uppkomsten av staten ha att göra med de olikheter i makt som uppstår när en religion privilegierar en profet eller annat medium med ett direkt vetande om gudomlig makt, som är ouppnåeligt för resten av samhället. Det är denna störning av maktbalansen som gav upphov till den ojämlikhet som kan finnas i högt strukturerade samhällen -  inte den föregående ekonomiska ojämlikhet som den marxistiska skolan  argumenterat för.

### Spörsmålet om samhällskontrakt
Clastres bidrag har långtgående konsekvenser för varje föreställning om ett människans naturtillstånd sådan den t.ex. behandlas i politisk filosofi och implicit ger grunden för statskunskap som sådan. Spörsmålet om naturtillståndet handlar om huruledes människor kunde tänkas leva (eller levt) utan staten, och ställdes första gången av den rojalistiske filosofen Thomas Hobbes i hans försvar för enväldet i boken Leviathan. Två svar har dominerat den politiska filosofin sedan dess: det ena antar en pessimistisk antropologi, det andra en optimistisk.

#### Pessimistisk antropologi: Hobbes
I Leviathan antar Hobbes en pessimistisk antropologi: ”människan” som sådan – i sin nakna, samhällslösa natur – är ondskefull och våldsbenägen och dess liv "ont, brutalt och kort". Därför kommer, så länge ingen stat finns, att råda ett ”allas krig mot alla” mellan människorna. Därför, argumenterar Hobbes, må människorna överlåta sin frihet till en suverän, enväldig härskare. Titeln på boken hänvisar till denne suverän, det bibliska havsodjuret Leviatan. Redan från början har statskunskapen implicit byggt på Hobbes kontraktsteori. Den pessimistiska synen på naturtillståndet ger en grund för och rättfärdigar nödvändigheten av en stat.

#### Optimistisk antropologi: Rousseau
Det andra dominerande svaret på spörsmålet om naturtillståndet dyker upp ett århundrade senare från romantiska filosofer som Jean-Jacques Rousseau och antar i stället en optimistisk antropologi. Rousseau menade i motsats till Hobbes att ”människan” som sådan – blott hon frigörs från samhällets bojor – till sin natur är fri, god och blid.  Trots Rousseaus till synes diametrala ståndpunkt argumenterar han för ett samhällskontrakt liknande Hobbes, men med en idé om ”allmänviljan” som suverän.

#### Hobbes ställd på huvudet: Clastres kritik
Clastres kritiserar såväl Hobbes pessimistiska antropologi som Rousseaus optimistiska. För Clastres är föreställningen om ”allas krig mot alla” absurd, bara av det faktum att människor överallt i alla tider har fötts in i  sammanhang som genomsyras av familjeband. För stammar som praktiserar exogami, det vill säga regeln om att gifta sig utanför stammen, är denna enligt Clastres inte uteslutande ett värn mot inavel utan också ett tecken på vilja att ingå politiska allianser just och samt för att undgå krig. Stammar går helst inte i krig med andra, när deras egna barn finns bland dem. 
Ytterligare ett avvisande av Hobbes består i att dra slutledningarna av Leviathan. Enligt Clastres är det först i samhällen med en stat som människor blir individer (inför Lagen) och kan sägas leva i ett ”allas krig mot alla”. Det finns redan politisk makt i stammar utan stat som kan förhindra övergrepp. Denna makt finns inte hos en föreställd ensam individ och heller inte hos någon myndighet (som skulle innebära en stat), utan däremot i stammen som sådan. Makten består i att aktivt förbli ett odelbart samhälle utan split mellan dominerande och dominerade, med andra ord, att motverka statens uppstående. För Clastes baserar sig ”samhället mot staten” på ett samhällskontrakt som är i opposition till vilken som helst suverän Leviathan. Detta radikalt motsatta samhällskontrakt som inte instiftar någon stat, utan tvärtom motverkar den, inskrives under rituella tatueringsceremonier, där stammens kroppar ”märkes” medan resten av samhället tittar på för att aldrig glömma förbudet mot att dominera.

## Inflytande
Clastres arbete blev viktig inspiration för Gilles Deleuze och Félix Guattaris Anti-oidipus; se till exempel avsnittet om urstaten och stammens tatueringar (märkning av kroppen) vs statens misshandel (betecknande av kroppen).